# Alla mia età (album Tiziano Ferro)
| Recensione | Giudizio |
| ---------- | -------- |
| AllMusic   |          |

Alla mia età è il quarto album in studio del cantautore italiano Tiziano Ferro, pubblicato il 7 novembre 2008. È stato realizzato anche in lingua spagnola con il titolo A mi edad.
L'album, disco di diamante in Italia, ha venduto in patria oltre 660 000 copie certificate ed è rimasto per più di 100 settimane consecutive nella Classifica FIMI Album, risultando il disco più venduto nel paese nel 2009.

## Descrizione
Al disco collaborano alcuni artisti: Laura Pausini suggerisce il titolo di La paura non esiste, Franco Battiato è coautore di Il tempo stesso, mentre Ivano Fossati firma col cantautore di Latina il brano Indietro, inciso anche in una versione in inglese intitolata Breathe Gentle ed eseguita in duetto con Kelly Rowland.
Il brano El regalo más grande, adattamento in spagnolo di Il regalo più grande, viene inciso in due diverse versioni, una per il mercato sudamericano e una per la Spagna. Mentre la versione spagnola del disco contiene il brano inciso in duetto con Amaia Montero, in America Latina ne viene pubblicata una versione cantata insieme a Dulce e Anahí, componenti del gruppo pop RBD.
Nel corso della puntata di Domenica in andata in onda il 21 dicembre 2008, Tiziano Ferro viene premiato per le vendite di Alla mia età ricevendo quattro dischi di platino. L'album risulterà infatti essere il nono più venduto in Italia nel corso del 2008, con oltre 280 000 copie vendute in poco più di sette settimane. Inoltre, il primo singolo estratto dall'album si classifica al nono posto tra i più venduti dello stesso anno.
Il 20 novembre 2009, in concomitanza con la pubblicazione dell'album video Alla mia età Live in Rome, l'album originale è stato incluso nell'edizione deluxe del DVD.
Il 4 ottobre 2009, durante una nuova trasmissione di Domenica in, Tiziano Ferro riceve il disco di diamante per le oltre 300 000 copie vendute di Alla mia età. Secondo la classifica ufficiale stilata da FIMI, Alla mia età è il disco più venduto del 2009.
Nella prima settimana del 2012 il disco torna in top 30 e la classifica vede insieme tutti gli album del cantautore.

## Tracce
Testi e musiche di Tiziano Ferro, eccetto dove indicato.

### Alla mia età
1. La tua vita non passerà – 4:14
2. Alla mia età (À mon âge in Francia) – 3:33
3. Il sole esiste per tutti – 4:11
4. Indietro – 3:40 (testo: Ivano Fossati, Tiziano Ferro)
5. Il regalo più grande – 3:49
6. Il tempo stesso (feat. Franco Battiato) – 3:05 (musica: Tiziano Ferro, Franco Battiato)
7. La paura non esiste – 3:55
8. La traversata dell'estate – 3:35
9. Scivoli di nuovo – 4:08 (Tiziano Ferro, Diana Tejera)
10. Assurdo pensare – 4:56
11. Per un po' sparirò – 3:02
12. Fotografie della tua assenza – 5:23
13. Breathe Gentle (feat. Kelly Rowland) – 3:43 (testo: Ivano Fossati, Tiziano Ferro, Billy Mann)

### A mi edad
1. Tu vida no pasará – 4:14
2. A mi edad – 3:33
3. El sol existe para todos – 4:11
4. Breathe Gentle (feat. Kelly Rowland) – 3:43 (testo: Ivano Fossati, Tiziano Ferro, Billy Mann)
5. El regalo más grande (con Anahí & Dulce María in America Latina, con Amaia Montero in Spagna) – 3:49
6. Il tempo stesso (feat. Franco Battiato) – 3:05 (musica: Tiziano Ferro, Franco Battiato)
7. El miedo no existe – 3:55
8. La travesía del verano – 3:35
9. Deslizas otra vez – 4:08 (Tiziano Ferro, Diana Tejera)
10. Assurdo pensare – 4:56
11. Per un po' sparirò – 3:02
12. Fotografie della tua assenza – 5:23
13. El regalo más grande – 3:49 – versione solista, solo per l'America Latina

## Formazione
- Tiziano Ferro – voce
- Davide Tagliapietra – chitarra acustica ed elettrica, programmazione
- Pino Saracini – basso
- Michele Canova Iorfida – tastiera e sintetizzatore
- Christian "Noochie" Rigano – pianoforte, tastiera, sintetizzatore, organo Hammond, Fender Rhodes e programmazione
- Andrea Fontana – batteria
- Piero Odorici – sassofono
- Flavio Ferro – batteria (traccia 10)

## Successo commerciale
In Italia il disco esordisce, grazie anche al successo dell'omonimo singolo che ha anticipato l'album, al 1º posto della Classifica FIMI Album. A 10 settimane dalla sua uscita, durante le quali non abbandona mai la top 5, viene estratto il secondo singolo Il regalo più grande, che le settimane successive riporta Alla mia età al primo posto una seconda e una terza volta. Dopo ben 24 settimane il disco lascia la top 10, ma non per molto: alla 26ª settimana dalla pubblicazione dell'album viene estratto il singolo estivo Indietro, conseguentemente al quale FIMI informa che nella classifica settimanale successiva Alla mia età sarebbe ritornato tra i primi 10 album più venduti. Il singolo mantiene l'album in top 5 dal 28 maggio 2009 al 17 settembre: durante questi mesi l'album passa tre settimane consecutive (in agosto) alla posizione numero 2, dopo 10 mesi dalla sua uscita; non raggiungeva una posizione tanto alta da 26 settimane. Alla 45ª settimana dall'uscita viene pubblicato Il sole esiste per tutti, con il quale l'album si assesta intorno alla decima posizione. Alla 52ª settimana l'album cala alla posizione n. 20, la più bassa raggiunta dalla pubblicazione, restando poi in top 20 per quasi un anno. Inoltre, il quinto e ultimo singolo estratto Scivoli di nuovo riporta Alla mia età fino alla posizione n. 7 a fine gennaio 2010. A marzo esce il singolo Each Tear, che riscuote un discreto successo ma senza influenzare l'andamento di Alla mia età. Ultima presenza in top 20, il 2 settembre 2010, dopo quasi due anni dalla pubblicazione.
Insieme all'uscita dell'album L'amore è una cosa semplice, questo quarto disco di Tiziano Ferro rientra in classifica per ben 22 settimane, da dicembre 2011 a maggio 2012, con una riapparizione di 3 settimane tra luglio e agosto.

## Classifiche

### Classifiche settimanali
| Classifica (2008) | Posizione massima |
| ----------------- | ----------------- |
| Austria           | 40                |
| Belgio (Vallonia) | 66                |
| Germania          | 97                |
| Italia            | 1                 |
| Messico           | 75                |
| Spagna            | 11                |
| Svizzera          | 4                 |

### Classifiche di fine anno
| Classifica (2008) | Posizione |
| ----------------- | --------- |
| Italia            | 9         |
| Svizzera          | 60        |
| Classifica (2009) | Posizione |
| Europa            | 48        |
| Italia            | 1         |
| Svizzera          | 87        |
| Classifica (2010) | Posizione |
| Italia            | 28        |